# Blue Eyed Devils
Blue Eyed Devils (B.E.D.) (engl. für Blauäugige Teufel) ist eine neonazistische US-amerikanische Hatecore-Band, deren Mitglieder aus der New Yorker Drei-Staaten-Metropolregion stammen. Die Band genießt innerhalb der neonazistischen Musikszene einen hohen Status und gilt als erste Band der „White Power“-Bewegung, welche NS-Hatecore spielt.

## Stil

### Texte
Die Texte wurden von Ryan und Robert Huber geschrieben. Während Ryan Huber die Texte schrieb, die zur rassistischen Gewalt, zu Racheakten und Terroraktionen gegen den Staat aufriefen oder Gewaltphantasien gegen die Angehörigen von Minderheiten und politisch Andersdenkenden und Amokläufe im Ghetto beschrieben, schrieb Robert Huber jene Texte, die sich mit der nationalsozialistischen Philosophie beschäftigten. In dem Lied Final Solution (engl. für Endlösung) beschreibt er, wie Adolf Hitler den auf der Welt verhassten Sündenbock darstellen musste, der die Juden vernichtete, damit das von Juden angeblich unterjochte deutsche Volk sich entfalten könne. In dem Lied lobte die Band den Kriegsverbrecher Adolf Eichmann, der die Aufgabe hatte, die Züge in der dunklen Nacht rollen zu lassen, damit Deutschland erwachen könne. In dem Lied Hate Filled Mind geht es um einen rechtsradikalen Skinhead, der die Ablehnung der Gesellschaft erfährt, da er hasserfüllt ist und keinen Hehl daraus macht, aber er wird von denselben Menschen, die ihn verachtet hatten, um Hilfe gebeten, als die Weißen von den Schwarzen terrorisiert werden, doch der Skinhead entscheidet sich dafür, sie sich selbst zu überlassen. In Flag Waver (engl. für Flaggenschwenker) macht die Band sich lustig über US-amerikanische Patrioten, die glauben, dass das Land sie starkmacht. Die Band ist jedoch der Meinung, dass die Regierung das Land untergehen lassen werde, und schließt mit der Meinung ab, dass es allein die weiße Rasse und nicht das Land sei, welche die antreibende Stärke sei. Das Lied Assassin (engl. für Attentäter) fordert die Weißen auf, Jagd auf schwarze Bürgerrechtler zu machen und sie zu erschießen. Das Lied Beating & Kicking wendet seinen Hass auf Weiße, die mit Farbigen Beziehungen eingehen.

### Musikalische Umsetzung
Musikalisch bleibt die Band dem Hardcore treu. Die E-Gitarre, die nicht melodiös klingt, spielt schnell und simpel. Für das Debüt-Album Hate Crimes spielte der Gitarrist der Neonazi-Band Aggravated Assault Scott Hudson zusammen mit Robert Huber die Gitarren, was die Musik im Gegensatz der kommenden Alben aufwertete. Der Bass spielt sich brummend laut in den Vordergrund. Die Zupfinstrumente werden von einem Schlagzeug im schnellen Rhythmus begleitet, vereint bildet die Musik die Begleitung des Sängers, der die Liedtexte nicht singt, sondern passend zum Textinhalt in das Mikrofon brüllt.
Es geht der Band in der Musik nicht darum, melodiös anspruchsvolle Musik zu schreiben und ausspielen. Die Musik wird nur als notwendiges Vehikel betrachtet, welches die Hassbotschaften verbreiten soll. Die Texte, welche Wut, Hass und Zorn beim Hörer wecken und diesen emotional aggressiv machen sollen, stehen im Vordergrund.
Als Inspiration für die reine Musik der Blue Eyed Devils gelten die Hatecore-Bands der 80er, z. B. SFA und Yuppicide, welche den Musikstil der Band beeinflussten.

### Popularität
Die Alben der Blue Eyed Devils sind sehr beliebt, vor allem in Deutschland. Zum einen hatte die Band einen Pionier-Status, die, nachdem Bands wie Skrewdriver und Brutal Attack den Rock mit rechtsextremen Texten als Rock Against Communism etabliert hatten, die mit dem NSHC einen neuen Stil in der Bewegung einführten, der durchaus Anklang erzeugte. Zum anderen wurden die Alben wegen ihrer illegalen Texte nicht angeboten. Gerade solche Verbote nährte das Interesse der rebellischen Jugend. Ähnlich wie die verbotenen CDs von Landser oder Johnny Rebel florierte der Verkauf der CDs von B.E.D. Die Alben wurden direkt auf Konzerten der Band in einer geringen Stückzahl in Umlauf gebracht oder mussten konspirativ aus den USA exportiert werden, was zum Band-Mythos erheblich beitrug. Dementsprechend waren die CDs und sind heute die raren Erstpressungen der Auflagen bei den Sammlern von rechtsextremer Musikalben begehrt. Ein weiterer Vorteil war, dass kein Fremdlabel der Band Vorschriften machen konnte. Die Alben wurden inzwischen von diversen Rechtsrock-Labels nachgepresst und werden über das Internet verkauft. Im Internet werden die CD gerippt und von Internetusern auf Sharehostern anderen Internetusern zur kostenlosen Verfügung gestellt.

### Nationalsozialistischer Hatecore
Die Band produzierte die Musik unter dem Oberbegriff Hatecore. Der Begriff Hatecore ist eine Abwandlung des Begriffes Hardcore (engl. Harter Kern). Hardcore ist eine aggressiver gespielte Form von Rockmusik. Hatecore bezieht sich auf den Hass. Der von der Band verwendete NS-Hatecore, oder NSHC genannt, bezieht sich auf die „Hate Crimes“ (engl.: Hasskriminalität). Mit hate crimes werden im angelsächsischen Recht Verbrechen bezeichnet, welche gegen Menschen auf Grund ihrer vermeintlichen Zugehörigkeit verübt werden, worunter auch rassistisch und antisemitisch motivierte Straftaten fallen. Die Einstufung einer Straftat als hate crime wirkt sich strafverschärfend aus.
Nach der Gründung folgten viele rechtsradikale Bands den Blue Eyed Devils in dem neuen Musikgenre. Darunter zählen Angry Aryans aus Detroit, No Alibi aus Buffalo, Plunder & Pillage aus Minnesota. Zu den ersten deutschen Vertretern des NS-Hatecore müssen Hate Society aus Bamberg, Race War aus Schwäbisch Gmünd und D.S.T. aus Berlin genannt werden.

### Straight Edge
Bands aus dem Hatecore-Spektrum konzentrieren sich auch auf den in der Hardcore-Szene üblichen abstinenten Lebensstil „Straight Edge“ bzw. abgekürzt sXe. Hinsichtlich der Abstinenz von Alkoholika, Drogen, Fleischprodukten und Promiskuität ist Robert Huber der Einzige in der Band gewesen, der diesen Lebensstil auslebt, obwohl sich manche Bandmitglieder der Idee von Straight Edge zumindest angenähert hatten. In dem Lied Stand Strong bezeichnet die Band die berauschenden Folgen des Alkoholtrinkens als eine als Idiotie bezeichnete Pseudoekstase.

## Geschichte

### Herkunft der Mitglieder und der Beginn der Band
B.E.D. wurde Anfang der 1990er von den Brüdern Robert und Ryan Huber gegründet, welche in der Rechtsrock-Band Nordic Thunder, jeweils als Gitarrist (Robert) und Bassist (Ryan), spielten. Nordic Thunder spielte im Genre hauptsächlich Oi-Musik und teilweise auch Hardcore. Die Texte handelten von der Gewalt, Rassismus und von Skinhead-Partys. Die Band Nordic Thunder wurde mit den Hammerskins assoziiert, bei denen ihr Sänger Joseph Rowan, genannt „Hammer Joe“, ein aktives Mitglied war. Die Brüder Huber, welche an der University of Delaware jeweils Physik und Psychologie studierten, wollten eine eigene Band gründen, welche nur durch Hass motivierte Verbrechen glorifiziert.
Der Bandname Blue Eyed Devils spielt auf eine gegen Weiße gerichtete rassistische Beleidigung der Nation of Islam an.
Als Sänger trat Drew Logan, ein Mitglied des in Atlantic City agierenden rassistischen Netzwerks „Atlantic City Skins“ der Band bei und ein Bassist namens Cliff.

### Professor Skinhead
Im März 2006 gelangte Robert Huber als „Professor Skinhead“ in Schlagzeilen, als Medien einen praktizierenden Außerordentlicher Professor der University of Delaware als ehemaligen Gitarristen einer der rechtsradikalsten Neonazi-Bands der Welt enttarnten. Robert Huber gab Unterricht für das letzte Semester der Physikstudenten, bestehend aus einer Gemeinschaft, die sich aus europäischstämmigen und Studenten, die dem rassischen und antisemitischen Feindbild der Band entsprachen, zusammensetzte. In dem Artikel stand allerdings, dass die Universität und Studenten nichts von Hubers Gesinnung ahnten und dass Huber, laut dem an der University of Delaware amtierenden Universitätspräsidenten niemanden benachteiligt oder beleidigt habe, keine Hassverbrechen auf dem Campus begangen habe und sein privates Weltbild, außerhalb vom Campus geschützt durch den ersten Zusatzartikel der Verfassung sei. Der Präsident sprach sich trotzdem gegen die rechtsradikale Gesinnung Hubers aus. Er versprach den Studenten, der am kriminalitätspräventiven Zero-Tolerance-for-hate-crimes-Programm teilnehmenden Universität, dafür zu sorgen, dass die besorgten Studenten und Campusbesucher sich sicher auf Campus fühlen können, in dem er die Sicherheit auf dem Campus erhöhte. Inwiefern und ob dieses Vorhaben der Universität umgesetzt wurde, ist allerdings nicht im Artikel bekannt geworden. Huber selbst stand nicht für ein Interview mit der Zeitung zur Verfügung, aber erklärte in einer von ihm verfassten E-Mail, die an seine Studenten adressiert wurde, dass er sein damaliges rechtsradikales Weltbild, welchem er in seiner fehlbaren Jugend frönte, angeblich längst abgelegt habe. Er betonte, dass er die Sachen, an die er heute glaube, nicht mehr dieselben Sachen seien, an die er in seiner naiven und fehlbaren Jugend glaubte. Jedoch zweifelte die Zeitung an dieser Aussage, da er laut der Polizei im selben Monat noch eine Solidaritätsveranstaltung für eine rechtsradikale Gruppierung organisiert hatte.

### Kreative Phase

#### Tri-State Terror und Final Stand Records
Die Band veröffentlichte alle Alben bei dem eigenen Musiklabel. 1994 gründete Ryan Huber in Stroudsburg in Pennsylvania das Label Tri-State Terror. Die Gründung eines eigenen Labels war nötig, um volle Kontrolle über die Alben zuerst von Nordic Thunder und dann von den Blue Eyed Devils haben zu können. Es avancierte neben Resistance Records und Panzerfaust Records zu den drei großen Rechtsrock-Label der USA. TST produzierte 24 Tonträger zwischen 1994 und 2000. Zu den Bands, die von TST produziert wurden, gehören Nordic Thunder, Blue Eyed Devils, die Hatecore-Band Vaginal Jesus, Angry Aryans, Aggravated Assault und deren Nachfolger-Band Chaos 88, Steelcap, Infantry und die Nebenband von B.E.D. Sedition. Die erste CD, die produziert wurde, war die 1994 erschienene Nordic Thunder CD Final War. Als das Label 2000 geschlossen wurde, wurde die CD Already Dead von Sedition als letztes Album von TST veröffentlicht.
Als Nachfolger von Tri-State Terror wurde 2003 Final Stand Records (benannt nach einer CD von Nordic Thunder) von Robert Huber und seiner Frau in Newark gegründet. Das Label veröffentlichte 17 CDs, welche zwischen 2003 und 2009 erschienen sind. Die erste CD, die von FSR veröffentlicht wurde, war die letzte eingespielte CD von Blue Eyed Devils mit dem Titel ...It Ends. Zu den Bands gehörten die deutsche Hatecore-Band Daily Broken Dream und deren Vorgängerband Race Riot, Blue Eyed Devils, Teardown, Fear Rains Down, die polnische Hatecore-Band S.O.L. (Save Our Land), die deutsche Hatecore-Band Anger Within, Empire Falls und Vinland Warriors.
Das Label kam nicht in die Augenhöhe von Panzerfaust Records oder Resistance Records. 2009 wurde die letzte CD, eine Neuauflage von Hate Crimes wiederveröffentlicht, ehe 2012 das Label und der Versandhandel geschlossen, sowie die Website gelöscht wurde. Die Rechte am produzierten Material wurde an verschiedene Rechtsrock-Versände verkauft.

#### Veröffentlichungen
1995, ein Jahr nachdem Joseph Rowan, der Sänger von Nordic Thunder, nach einem Konflikt von einem Afro-Amerikaner erschossen wurde, veröffentlichte die Band bei Tri-State Terror den ersten Tonträger ihrer Bandgeschichte. Es handelte sich dabei um ein Split-Album zusammen mit der, aus dem Umfeld der Atlantic City Skins stammenden Band Aggravated Assault. Der gemeinsame Titel des Albums lautete Hate Crimes. Die Lieder enthielten eindeutige Hassbotschaften.
Nigger Nigger

„Nigger, Nigger! I’ve got my gun! Nigger, Nigger! Gonna have some fun! Nigger, Nigger! Gonna end your life! Kill your kids and your dirty brown wife!“

Skinhead
In der Coverversion Skinheads von Condemned 84 heißt es im Original:

„The Union Jack is our flag, it makes us proud... We’re UK-Skinheads, who the fuck are you!?“

Doch Blue Eyed Devils singen:

„The Swastika is our flag, it makes us proud... We’re AC-Skinheads, you’re a dirty Jew!“

Nach Hate Crimes folgten fünf weitere Alben in den Jahren 1996, 1997, 1998, 1999 und 2003. Die Alben welche 1996, 1997 und 1998 veröffentlicht worden handelten noch offen von Terror, Mord und Gewaltphantasien. z. B. heißt es in den Liedern:
Murder Squad

„Traitors are hung and others shot dead. Kill the Jew and cut of his head. Destroy the enemy and his lies. Send the filth to an early demise. It's the same routine day to day. Murder anyone, who gets in our way. A cleansing wind throughout this land. The final solution, the final stand.“

„Die Verräter werden gehängt und andere werden erschossen. Der Jude wird getötet und sein Kopf wird abgesägt. Vernichtet den Feind und seine Lügen. Schickt den Abschaum in den verfrühten Untergang. Es ist die gleiche Routine, Tag um Tag. Jeden ermorden, der sich uns in den Weg stellt. Ein reinigender Wind weht durch das ganze Land. Die Endlösung, der ultimative Widerstand.“

Holocaust 2000

„We’ve heard your tales of persecution and we’ve listened to your lies. But this time it’s for real, the final genocide... ...You’re the so called chosen race, the children of the lamb, demanding the world’s sympathy, it’s just a fucking scam. And even though your claws run deep we’ll wipe this earth clean. The great judaic massacre, the worst you’ve ever seen.“

„Wir kennen eure Märchen der Verfolgung und wir hörten eure Lügen. Aber dieses mal werden sie wahr. Der finale Völkermord... ...Ihr seid das sogenannte auserwählte Volk, die Kinder des Lammes fordern das Mitleid der Welt. Es ist nur ein Trick. Und selbst wenn eure Klauen tief sitzen, wir reinigen die Erde. Das große jüdische Massaker, das schlimmste, dass ihr saht.“

#### Konzerte
An den Wochenenden trat die Band ab 1996 im Nordosten und im mittleren Westen der USA auf, spielte auf vielen Konzerten und knüpfte dabei Kontakte zu anderen rechten nordamerikanischen Bands der White-Power Bewegung und rechter Prominenz.
Auch nach Europa zog es die Band. Robert Huber lernte dort seine aus Polen stammende spätere Ehefrau Karolina kennen, die ihm als illegale Einwanderin (ein traditionelles Feindbild für Neonazis) in die USA folgte. Ihr Status als illegale Ausländerin änderte sich mit der Eheschließung. Karolina Huber war fest in der neonazistischen Skinheadszene Polens involviert und konnte die Band bei den Organisationen und der Kommunikationsbarriere zur Szene in Polen unterstützen. Häufig spielte die Band auch in Deutschland. Gute Kontakte pflegte die Band zu Blood & Honour Deutschland, zu deren losgelöster Untergruppierung die „Chemnitz Skins“ gehörten, zu deren Mitgliedern auch die Helfer des NSU-Netzwerks gehörten. In Deutschland gaben B.E.D. ihre größten Konzerte. Während in der Heimat die Konzerte von 30 bis 60 Leuten besucht wurden, kamen bei deutschen Gigs gern mal mehrere Hundert Konzertbesucher zusammen.
Die 1999 und 2003 erschienenen letzten Alben wurden textlich so konzipiert, dass sie in Deutschland leichter verkauft werden können. Die rassistischen Mordparolen wurden nicht mehr verwendet, der Holocaust wurde nicht mehr thematisiert und der Nationalsozialismus und seine Themen wie die Endlösung wurden nicht mehr verherrlicht. Die neuen Themen waren Verschwörungen über die Regierung, Verschwörungen gegen Weiße, Lieder über Krieg, Medien und anderes.

### Sedition
Robert Huber gründete 1998 zusammen mit Drew Logan und unbekannten Bassisten und Schlagzeuger die Hatecoreband Sedition (engl. Aufruhr). Die Nebenband sollte eine Alternative zur offen rassistisch versierten Hauptband Blue Eyed Devils bieten. Wahrscheinlich erhoffte man sich eine Möglichkeit, die Grenzen der rassistischen Skinheadbewegung überschreiten zu können, um mehr Geld zu verdienen, bzw. die nicht-rassistischen Subkulturen zu unterwandern.
Musikalisch wurde der Hardcore-Musikstil von Blue Eyed Devils übernommen, aber für die Texte, welche bei Sedition alleine von Robert Huber geschrieben wurden, spielten die typische Textinhalte mit Bezug zur rechtsradikalen Thematik keine Rolle. Die Lieder von Sedition handeln von Selbstfindung, Ansporn den Drogenkonsum als mentalen Sumpf zu erkennen, die im TV erzählten Lügen zu hinterfragen bzw. nicht zu glauben, seine Taten mit Verantwortung zu begehen... etc. aber auch davon, dass der Hörer negative Menschen meiden soll, Leute die heucheln und sich durch Modetrends oder durch Arroganz selbst verherrlichen.
Auch die Straight-Edge Lebenshaltung fließt in einigen Liedern von Sedition ein. In dem Lied Suicide by cop beschreibt die Band eine fiktive Person, die nachts um drei von Polizisten erschossen wird, als sie durch ihre Tabak- und Alkoholsucht gedrängt in einem Laden einbricht und erwischt wird. Laut der Band hat die betroffene Person sich diesen Tod, durch die Wahl Alkoholika und Tabak zu konsumieren und sich davon abhängig zu machen, selbst gezielt ausgesucht und wertet daher diesen Todesfall als einen Selbstmord.
Der Vorteil der Band war, dass sie mit der Musik auch in Ländern wie Deutschland legal verkauft werden konnte. Das erste Album erschien 1998 unter dem Titel Conspiracy Theory, bis 2002 folgten fünf weitere Alben. Ehe die Band zusammen mit Blue Eyed Devils aufgelöst wurde.

### Bundeszentrale für Kinder- und Jugendmedienschutz
1999 erschien das Album „Retribution“ von B.E.D. (wieder mit Ryan am Schlagzeug), welches als erstes Album keine Diskriminationen oder andere im deutschen Rechtsraum strafrechtlichen Textinhalte enthielt, was zur Folge hatte, dass dieses Album nicht in die Liste der BZKJ (vor April 2021 bekannt als Bundesprüfstelle für jugendgefährdende Schriften (BPjM)) aufgenommen wurde, welche der deutschen Justiz ein Verbot der öffentlichen Verbreitung im deutschen Raum empfiehlt und daher von den rechtsradikalen Versänden auf bundesdeutschem Boden angeboten wurde. Geschäftsunternehmen und Händler die Waren anbieten, welche sich auf der Liste B befinden, begehen zwar keine Straftat, aber müssen bei rechtlichen Durchsuchungen damit rechnen, dass die CDs beschlagnahmt werden und von der Staatsanwaltschaft auf strafrechtliche Inhalte ausgewertet werden, welche dann als Beweismittel im Sinne der Anklage gegen den Händler verwendet werden können. Allerdings wurde das Album später doch noch in der Liste A aufgenommen, welche die Tonträger (und andere Medienträger) beinhaltet, die für Jugendliche unter 18 nicht geeignet sind und daher nicht öffentlich beworben werden dürfen bzw. nur gegen Vorlage eines gesetzlich gültigen Identitätsnachweises verkauft werden dürfen.

### Ryans Ausstieg aus der Band
Im Jahr 2000 stieg Songwriter, Drummer und Mitbegründer der Band Ryan Huber nach der Veröffentlichung von Retribution aus der Band aus, nachdem er sich schon seit 1998 allmählich zurückgezogen hatte. Auch legte er sein Label Tri-State Records still und zog angeblich nach Houston, Texas. Vor der Stilllegung veröffentlichte Tri-State-Terror noch das Kompilationsalbum On The Attack mit Liedern der Band, welche bisher ausnahmslos auf verschiedenen Samplern erschienen waren. Ryan Huber beendete nicht nur seine Bandmitgliedschaft, seine Unternehmenstätigkeit als Musikverleger, auch mit seinen Freunden und Bekannten brach der den Kontakt ab. Sogar seine Familie, hat laut Robert Huber keinen Kontakte mehr zu Ryan.
Laut Robert Huber soll Ryan sich nicht mit der deradikalisierenden Entwicklung seines Bruders abgefunden haben. Der einstige Skinhead Robert Huber, der sich längst wieder die Haare wachsen ließ, wollte aus der NS-Skinhead-Band eine Mainstream-Hatecore-Band machen, welche nicht mehr die Klischeevorstellungen der Hate crimes zur Unterhaltung der rassistischen Skinheads bedient, sondern die eher anarchisch und antirassistische eingestellte Punk-Szene unterwandert. Da man mit den Texten über den Rassenhass und Neonazismus nur eine kleine Zielgruppe ansprechen konnte, die Band aber angeblich das nötige Potential gehabt hätte, um mehr Leute zu erreichen. Es soll deshalb zu Konflikten der Brüder gekommen sein, da Ryan in der Veränderung die NS-Skinheadidentität der Band verraten sah. Als Folge des Konfliktes stieg Ryans aus der Band aus und legte das Label der Band nieder. Dieser Konflikt erweiterte sich auch auf die anderen Bandmitglieder aus, welche ebenfalls unzufrieden mit Robert Hubers Vorstellungen der Band waren. Die Band zerbrach.
2001 veröffentlichte das deutsche Rechtsrock-Label Hatesounds ein Kompilationsalbum unter dem Titel We'll Never Die mit einer Auslese an Liedern, die nach dem Strafgesetz keine strafrechtliche Relevanz besaß. Auf die kreative Gestaltung und die Auslese der Lieder hatte die Band keinen Einfluss, aber lizenzierte das Label zur Veröffentlichung diese Kompilation.

### It Ends
Robert Huber schaffte es, seinen Bruder Ryan Huber zu überreden, noch ein letztes Mal den Blue Eyed Devils beizutreten, um an einem letzten gemeinsamen Album zu arbeiten und um die Bandgeschichte der Blue Eyed Devils mit einem offiziellen Abschlusskapitel zu beenden. Die Band schickte die Musik nach Texas, damit Ryan Huber die einzelnen Lieder mit den Spuren seiner eingespielten Schlagzeugarbeit versehen konnte. Das Album wurde unter dem prägnanten Titel … It Ends eingespielt und 2003 von Robert Hubers neugegründetem Plattenlabel namens Final Stand Records, das die Nachfolge der Kopier- und Verkaufsrechte von den bei Tri-State-Terror erschienenen Alben übernommen hatte, veröffentlicht.
Nach der Veröffentlichung von … It Ends wurde das letzte Kapitel der Bandgeschichte der Blue Eyed Devils abgeschlossen.

### Teardown
Huber und Logan spielten mit Dan am Schlagzeug und Gareth an Bass als Blue Eyed Devils auf Konzerten in Nordamerika und in Europa und konzentrierten sich in kreativer Art auf die Bands Sedition und deren Nachfolgerband Teardown (engl. Abriss), die im November 2003 gegründet wurde und sich auf Metalcore spezialisierte. Allerdings fehlte bei Teardown, wie bei Sedition, im Gegensatz zu B.E.D. jeglicher Bezug zum Nationalsozialismus und Rassenhass.
Die Stärke von Teardown konzentrierte sich auf die Qualität der Musik und nicht auf die Texte. Die Band wollte die von kommerziell erfolgreichen Metalcorebands, wie Hatebreed, Until The End und Throwdown, dominierte Spielwiese der Metalcore-Szene unterwandern. Jedoch wurde Teardown sofort als eine Band, die von rechtsradikalen Skinheads und den Machern der Blue Eyed Devils betrieben wurde, enttarnt und boykottiert. Auch in der NS-Skinheadszene konnte die Band mit den unpolitischen Texten keine hohen Erfolge verbuchen. Der Anklang von Teardown beschränkte sich auf die NSHC-Minderheit innerhalb der von RAC- und Balladenmusik dominierten rechten Musikszene. Teardown gelangte aus der rechtsradikalen Schublade nicht heraus und spielte entsprechend nur auf rechten Konzerten. Bevor Teardown aufgelöst wurde, erschien 2005 das letzte von zwei Alben. Für dieses Album übernahm Sänger Ron die Position des Sängers, während Paul Bass spielte und Sean das Schlagzeug übernahm, der später noch als Schlagzeuger zusammen mit Robert Huber an der Band Fear Rains Down mitwirkte.

### A New Fear Rains Down
Da Teardown nicht den erhofften Erfolg erzielen konnte, gründete Robert Huber zusammen mit dem Schlagzeuger Sean von Teardown und zwei Mitgliedern der Rostocker NSHC-Band Path of Resistance und dem Sänger der Magdeburger NSHC Band Daily Broken Dream 2008 die deutschamerikanische Hatecore-Band Fear Rains Down (engl. Angst regnet herab). Eine Band, deren Mitglieder zwar nationalsozialistisch gesinnt sind, aber weder rassistische Slogans, verwendet, noch zur Gewalt aufruft, noch die Skinhead-Szene oder Nationalsozialismus thematisiert. Die von Robert Huber verfassten Texte knüpfen an die Texte von Teardown an und behandeln die Philosophie eines alternativen Leben, üben Gesellschaftskritik, sinnieren über die Bedeutung des Lebens, thematisieren Selbstfindung der Identität und versuchen den Hörer auf seinen Tunnelblick aufmerksam zu machen.
Weder Teardown, noch Sedition, noch Fear Rains Down konnten mit den rechtsneutralen Texten mit dem Bekanntheitsgrad der Blue Eyed Devils aufschließen und wurden kaum beachtet.

### Comeback
Obwohl das Endkapitel der Blue Eyed Devils bereits geschrieben wurde, öffnete Drew Logan 2006 den Buchdeckel, als er zusagte mit Gastmusikern als Blue Eyed Devils bei einem großen Konzert in Belgien aufzutreten. Dieses Comeback sorgte in den rechtsextremen Internetforen für Verwirrung, als Geldschneiderei kategorisierte Ablehnung, aber auch für Vorfreude innerhalb der rechtsextremen Musikszene. Der ebenfalls noch in der Rechtsrock-Szene aktive Robert Huber hatte keine Einwände, dass die Band ohne ihn und seinen Bruder von dem Sänger mit fremden Musikern reaktiviert wurde, da er sich freue, dass Drew Logan seinem Leben eine Aufgabe gegeben hat, obwohl er in diesem Zusammenhang sagte, dass er selbst nicht mehr als Musiker für Blue Eyed Devils zur Verfügung stehen werde. Seit dieser Zeit spielt Drew Logan zusammen mit sich abwechselnden Gastmusikern aus anderen lokalen Rechtsrock-Bands mehrfach im Jahr auf Konzerten in Nordamerika und in Europa. Die Auftritte werden auf den Konzert-Flyern direkt unter dem Namen Blue Eyed Devils angekündigt.
Die Veröffentlichung neuer Alben der Blue Eyed Devils schließt Drew Logan allerdings kategorisch aus. Die Band, meistens als Headliner gebucht, spielt auf den Konzerten nur bereits veröffentlichte Lieder und die Coverversionen der Lieder anderer Rechtsrock-Bands nach.

## Diskografie
Split-Alben
- 1995 Hate Crimes (Splitalbum) (Blue Eyed Devils/Aggravated Assault) (CD, Tri-State Terror)
- 1998 Tri-State Terror presents: East vs. West (Mudoven/Blue Eyed Devils/Dying Breed/Stronghold/Pure Rampage) (EP, Tri-State Terror)

Alben
- 1996 Murder Squad (CD, Tri-State Terror) (Indiziert, Liste B, BAnz. Nummer 142 vom 31. Juli 2004)
- 1998 Holocaust 2000 (CD, Tri-State Terror) (Indiziert, Liste B, BAnz. Nummer 60 vom 31. März 2005, BAnz AT 28.07.2017 B5)
- 1999 Retribution (CD, Tri-State Terror) (Indiziert, Liste A, BAnz. Nummer 20 vom 29. Januar 2005)

Mini-Alben/EPs
- 1997 Blue Eyed Devils (7″-EP, Tri-State Terror)
- 2003 ... It Ends (Mini-CD, Final Stand Records)

Einzelne Beiträge auf Kompilationen mit anderen Bands
- 1997 Keep It White, Volume 2 (Subzero Records)
- 1997 Foier Frei (Promo-Sampler des Chemnitzer Rechtsrock/NS-Skinhead-Fanzine Foier Frei (Sic!), Eigenvertrieb)
- 1998 White Pride World Wide, Volume 4 (CD, Nordland) (Indiziert, Liste A, BAnz. Nummer 120 vom 30. Juni 2006)
- 1998 Tri-State Terror, Volume II (CD, Tri-State Terror), (Indiziert, Liste B, BAnz. Nummer 20 vom 29. Januar 2005)
- 1999 This is War (CD, Iron Eagle Division (Die zwei Lieder von B.E.D. erschienen bereits auf Alben Hate Crimes und Murder Squad)
- 2002 Final Attack, Volume 1 -- The Final Destruction (CD, Ohrwurm Records) Das Lied erschien bereits auf der Kompilation-CD Keep It White, Volume 2)
- 2019 D.S.T. -- Fünfundzwanzig (CD, (Gigantopak-Version) Gjallarhorn Klangschmiede)
- 2022 Fifty Years of Not Giving a Fuck - A Tribute to Muke from Mistreat (Doppel-CD, D88 Records)

Kompilationsalben
- 1999 On The Attack (CD, Tri-State-Terror) (CD mit allen exklusiv veröffentlichten Liedern der Band, welche nicht auf Alben erschienen sind)
- 2001 We’ll Never Die (CD, Hatesound Records) (Auswahl an bereits erschienenen Liedern, die die strafbare Relevanz für Veröffentlichungen in Deutschland nicht erfüllten)

Unautorisierte Bootleg-Veröffentlichungen von Liedern der Band
- Jahr unbekannt NS Sampler, Volume 8 (CD-R, Bootleg) Volume 8 (Das Lied erschien auf dem Album Hate Crimes)
- 20?? NS Sampler, Volume 13 (CD-R, Bootleg) (Das Lied erschien auf dem Minialbum ...It Ends)